# Campionati italiani assoluti di atletica leggera 2023
I CXIII campionati italiani assoluti di atletica leggera si sono svolti presso la pista di atletica Mario Saverio Cozzoli di Molfetta, dal 28 al 30 luglio 2023.
Nel corso dell'ultima giornata di gare Ayomide Folorunso ha migliorato il record italiano, da lei stessa detenuto, dei 400 metri ostacoli, portandolo a 54"22.
La classifica per società è stata dominata al maschile dal Gruppo Sportivo Fiamme Gialle con 113 punti, seguito da Centro Sportivo Aeronautica Militare con 88 punti e Gruppo Sportivo Fiamme Oro con 75 punti; nella classifica femminile al primo posto di è piazzato il Centro Sportivo Carabinieri con 141 punti, seguito da CUS Pro Patria Milano con 102,5 punti e Atletica Brescia 1950 con 95 punti.
I titoli di campioni italiani di marcia 35 km sono stati assegnati a Milazzo il 29 gennaio in una gara valida anche come prima prova dei campionati italiani di società di marcia, mentre i campionati italiani di corsa campestre si sono svolti l'11 e 12 marzo a Gubbio. I titoli dei 10 000 metri piani su pista sono stati assegnati a Brescia il 7 maggio.
Il 10 settembre a Pescara sono stati assegnati i titoli dei 10 km su strada, gara nella quale Nadia Battocletti ha fatto registrare il nuovo record italiano con il tempo di 31'36". Il 24 settembre sono stati assegnati a Valdaone i titoli delle staffette di corsa in montagna. Sono seguite il 15 ottobre le assegnazioni dei titoli per la maratonina a Telese Terme e il 19 novembre quelle per la maratona a Verona.
I titoli di campioni di corsa in montagna sono stati assegnati sommando i punteggi ottenuti nelle due prove del 7 maggio a Limana (salita e discesa) e del 17 settembre a Casnigo (salita). Quelli del chilometro verticale di corsa in montagna sono stati assegnati a Cercivento il 15 ottobre.

## Risultati

### Le gare del 28-30 luglio a Molfetta

#### Uomini
| Specialità                                                                              | Oro | Prestazione             | Argento                                                                                         | Prestazione             | Bronzo | Prestazione             |
| Corse                                                                                   | |                         |                                                                                                 |                         | |                         |
| 100 m vento: -1,0 m/s                                                                   | Samuele Ceccarelli Atletica Firenze Marathon                                                                        | 10"30                   | Roberto Rigali Bergamo Stars Atletica                                                           | 10"34                   | Eric Marek Atletica Bergamo 1959 Oriocenter                                                               | 10"41                   |
| 200 m vento: +1,7 m/s                                                                   | Filippo Tortu Gruppo Sportivo Fiamme Gialle                                                                         | 20"14                   | Fausto Desalu Gruppo Sportivo Fiamme Gialle                                                     | 20"52                   | Marco Ricci Nissolino Sport                                                                               | 20"69                   |
| 400 m                                                                                   | Davide Re Gruppo Sportivo Fiamme Gialle                                                                             | 45"21                   | Lorenzo Benati Gruppo Sportivo Fiamme Azzurre                                                   | 45"39                   | Edoardo Scotti Centro Sportivo Carabinieri                                                                | 45"76                   |
| 800 m                                                                                   | Simone Barontini Gruppo Sportivo Fiamme Azzurre                                                                     | 1'44"50                 | Catalin Tecuceanu Gruppo Sportivo Fiamme Oro                                                    | 1'45"04                 | Francesco Pernici Free-Zone                                                                               | 1'45"23                 |
| 1500 m                                                                                  | Pietro Arese Gruppo Sportivo Fiamme Gialle                                                                          | 3'46"07                 | Ossama Meslek Atletica Vicentina                                                                | 3'47"20                 | Mohad Abdikadar Sheik Ali Centro Sportivo Aeronautica Militare                                            | 3'47"58                 |
| 5000 m                                                                                  | Jacopo De Marchi Centro Sportivo Esercito                                                                           | 14'02"07                | Pasquale Selvarolo Gruppo Sportivo Fiamme Azzurre                                               | 14'03"31                | Alberto Mondazzi Atletica Casone Noceto                                                                   | 14'03"56                |
| 3000 m siepi                                                                            | Ala Zoghlami Gruppo Sportivo Fiamme Oro                                                                             | 8'30"97                 | Enrico Vecchi Atletica Rodengo Saiano Mico                                                      | 8'35"62                 | Yassin Bouih Gruppo Sportivo Fiamme Gialle                                                                | 8'39"57                 |
| 110 m hs vento: -1,3 m/s                                                                | Lorenzo Simonelli Centro Sportivo Esercito                                                                          | 13"40                   | Hassane Fofana Gruppo Sportivo Fiamme Oro                                                       | 13"64                   | Nicolò Giacalone Atletica Biotekna                                                                        | 14"06                   |
| 400 m hs                                                                                | Mario Lambrughi Atletica Riccardi Milano 1946                                                                       | 49"54                   | Michele Bertoldo Atletica Vicentina                                                             | 50"08                   | Lorenzo Cesena Atletica Piacenza                                                                          | 50"80                   |
| Marcia 10 km                                                                            | Francesco Fortunato Gruppo Sportivo Fiamme Gialle                                                                   | 39'50" ~                | Riccardo Orsoni Gruppo Sportivo Fiamme Gialle                                                   | 40'21"                  | Andrea Cosi Atletica Firenze Marathon                                                                     | 41'16"                  |
| Staffetta 4×100 m                                                                       | Atletica Riccardi Milano 1946 Ruskin Molinari Nwagwu Simone Tanzilli Andrea Bernardi Hillary Wanderson Polanco Rijo | 39"95                   | La Fratellanza 1874 Riccardo Valentini Andrei Alexandru Zlatan Alessandro Ori Freider Fornasari | 40"23                   | Athletic Club 96 Alperia Alessandro Monte Jacques Riparelli Leonardo Badolato Lorenzo Ianes               | 40"28                   |
| Staffetta 4×400 m                                                                       | CUS Pro Patria Milano Andrea Blesio Luca Rescalli Andrea Panassidi Luca Sito                                        | 3'10"34                 | Pro Sesto Atletica Cernusco Francesco Gargantini Matteo Colombo Mattia Cella Matteo Raimondi    | 3'10"40                 | Athletic Club 96 Alperia Joao Carlos Pina Barros Abdessalam Machmach Abdelhakim Elliasmine Michele Tricca | 3'11"57                 |
| Salti                                                                                   | |                         |                                                                                                 |                         | |                         |
| Salto in alto                                                                           | Stefano Sottile Gruppo Sportivo Fiamme Azzurre                                                                      | 2,28 m                  | Marco Fassinotti Centro Sportivo Aeronautica Militare                                           | 2,21 m                  | Eugenio Meloni Centro Sportivo Carabinieri                                                                | 2,18 m                  |
| Salto con l'asta                                                                        | Simone Bertelli Safatletica Piemonte                                                                                | 5,40 m                  | Matteo Oliveri Atletica Virtus Lucca                                                            | 5,30 m                  | Matteo Madrassi Atletica Malignani Libertas Udine                                                         | 5,20 m                  |
| Salto in lungo                                                                          | Filippo Randazzo Gruppo Sportivo Fiamme Gialle                                                                      | 7,88 m vento: -0,5 m/s  | Kareem Hatem Mersal VV Management                                                               | 7,69 m vento: +1,1 m/s  | Antonino Trio Athletic Club 96 Alperia                                                                    | 7,52 m vento: -0,9 m/s  |
| Salto triplo                                                                            | Andy Díaz Atletica Libertas Unicusano Livorno                                                                       | 17,21 m vento: -1,0 m/s | Emmanuel Ihemeje Centro Sportivo Aeronautica Militare                                           | 16,58 m vento: -1,1 m/s | Andrea Dallavalle Gruppo Sportivo Fiamme Gialle                                                           | 16,52 m vento: -0,1 m/s |
| Lanci                                                                                   | |                         |                                                                                                 |                         | |                         |
| Getto del peso                                                                          | Leonardo Fabbri Centro Sportivo Aeronautica Militare                                                                | 21,80 m                 | Zane Weir Gruppo Sportivo Fiamme Gialle                                                         | 21,69 m                 | Lorenzo Del Gatto Centro Sportivo Carabinieri                                                             | 19,75 m                 |
| Lancio del disco                                                                        | Giovanni Faloci Gruppo Sportivo Fiamme Gialle                                                                       | 59,81 m                 | Enrico Saccomano Atletica Malignani Libertas Udine                                              | 56,21 m                 | Carmelo Musci Gruppo Sportivo Fiamme Gialle                                                               | 56,19 m                 |
| Lancio del martello                                                                     | Simone Falloni Centro Sportivo Aeronautica Militare                                                                 | 71,59 m                 | Giorgio Olivieri Centro Sportivo Carabinieri                                                    | 70,65 m                 | Giacomo Proserpio Centro Sportivo Carabinieri                                                             | 70,11 m                 |
| Lancio del giavellotto                                                                  | Roberto Orlando Centro Sportivo Aeronautica Militare                                                                | 76,53 m                 | Michele Fina Centro Sportivo Esercito                                                           | 73,63 m                 | Giovanni Bellini Atletica Studentesca Rieti Andrea Milardi                                                | 72,27 m                 |
| record dei campionati; record nazionale; record personale; record personale stagionale. | |                         |                                                                                                 |                         | |                         |

#### Donne
| Specialità                                                                              | Oro                                                                                    | Prestazione            | Argento                                                                                         | Prestazione             | Bronzo                                                                                | Prestazione             |
| Corse                                                                                   |                                                                                        |                        |                                                                                                 |                         |                                                                                       |                         |
| 100 m vento: -1,1 m/s                                                                   | Zaynab Dosso Gruppo Sportivo Fiamme Azzurre                                            | 11"28                  | Anna Bongiorni Centro Sportivo Carabinieri                                                      | 11"42                   | Alessia Pavese Centro Sportivo Aeronautica Militare                                   | 11"54                   |
| 200 m vento: 0,0 m/s                                                                    | Dalia Kaddari Gruppo Sportivo Fiamme Oro                                               | 22"90                  | Anna Bongiorni Centro Sportivo Carabinieri                                                      | 23"29                   | Irene Siragusa Centro Sportivo Esercito                                               | 23"58                   |
| 400 m                                                                                   | Alessandra Bonora Bracco Atletica                                                      | 52"24                  | Giancarla Trevisan Bracco Atletica                                                              | 52"25                   | Anna Polinari Centro Sportivo Carabinieri                                             | 52"67                   |
| 800 m                                                                                   | Eloisa Coiro Gruppo Sportivo Fiamme Azzurre                                            | 2'00"43                | Gaia Sabbatini Gruppo Sportivo Fiamme Azzurre                                                   | 2'00"87                 | Elena Bellò Gruppo Sportivo Fiamme Azzurre                                            | 2'01"22                 |
| 1500 m                                                                                  | Sintayehu Vissa Atletica Brugnera Pordenone Friulintagli                               | 4'06"85                | Federica Del Buono Centro Sportivo Carabinieri                                                  | 4'07"05                 | Ludovica Cavalli Centro Sportivo Aeronautica Militare                                 | 4'09"79                 |
| 5000 m                                                                                  | Nadia Battocletti Gruppo Sportivo Fiamme Azzurre                                       | 16'08"50               | Ludovica Cavalli Centro Sportivo Aeronautica Militare                                           | 16'09"72                | Valentina Gemetto DK Runners Milano                                                   | 16'13"10                |
| 3000 m siepi                                                                            | Eleonora Curtabbi Atletica Giò 22 Rivera                                               | 9'55"28                | Sveva Fascetti Gruppo Sportivo Fiamme Gialle                                                    | 10'06"25                | Laura Dalla Montà Assindustria Sport Padova                                           | 10'10"45                |
| 100 m hs vento: -0,7 m/s                                                                | Giada Carmassi Atletica Brugnera Friulintagli                                          | 13"14                  | Elena Carraro Atletica Brescia 1950                                                             | 13"14                   | Nicla Mosetti Bracco Atletica                                                         | 13"32                   |
| 400 m hs                                                                                | Ayomide Folorunso Gruppo Sportivo Fiamme Oro                                           | 54"22                  | Rebecca Sartori Gruppo Sportivo Fiamme Oro                                                      | 55"05                   | Eleonora Marchiando Centro Sportivo Carabinieri                                       | 55"35                   |
| Marcia 10 km                                                                            | Valentina Trapletti Centro Sportivo Esercito                                           | 44'27"                 | Federica Curiazzi Atletica Bergamo 1959 Oriocenter                                              | 46'01"                  | Eleonora Giorgi Gruppo Sportivo Fiamme Azzurre                                        | 46'25" ~ pz 60"         |
| Staffetta 4×100 m                                                                       | Atletica Brescia 1950 Anna Marta Carnero Gaia Pedreschi Alexandra Almici Gloria Hooper | 45"61                  | CUS Pro Patria Milano Lucrezia Lombardo Giulia Maria De Paoli Sofia Johanna Wieland Marta Amani | 45"80                   | CUS Catania Gaia Maria Denaro Chiara Torrisi Giulia Magno Alessia Carpentieri         | 46"08                   |
| Staffetta 4×400 m                                                                       | Bracco Atletica Alessia Brunetti Martina Canazza Alessandra Bonora Giancarla Trevisan  | 3'34"64                | CUS Pro Patria Milano Ilaria Burattin Serena Troiani Marta Amani Virginia Troiani               | 3'34"89                 | La Fratellanza 1874 Alessia Baldini Lisa Martignani Alessandra Morandi Anna Cavalieri | 3'42"47                 |
| Salti                                                                                   |                                                                                        |                        |                                                                                                 |                         |                                                                                       |                         |
| Salto in alto                                                                           | Elena Vallortigara Centro Sportivo Carabinieri                                         | 1,87 m                 | Alessia Trost Gruppo Sportivo Fiamme Gialle                                                     | 1,84 m                  | Idea Pieroni Centro Sportivo Carabinieri                                              | 1,81 m                  |
| Salto con l'asta                                                                        | Roberta Bruni Centro Sportivo Carabinieri                                              | 4,60 m =               | Elisa Molinarolo Gruppo Sportivo Fiamme Oro                                                     | 4,30 m                  | Giada Pozzato Atletica Brescia 1950                                                   | 4,30 m                  |
| Salto in lungo                                                                          | Ottavia Cestonaro Centro Sportivo Carabinieri                                          | 6,37 m vento: +1,1 m/s | Marta Amani CUS Pro Patria Milano                                                               | 6,18 m vento: +0,4 m/s  | Arianna Battistella Centro Sportivo Carabinieri                                       | 6,13 m vento: +1,4 m/s  |
| Salto triplo                                                                            | Ottavia Cestonaro Centro Sportivo Carabinieri                                          | 13,98 m vento: 0,0 m/s | Dariya Derkach Centro Sportivo Aeronautica Militare                                             | 13,93 m vento: -0,3 m/s | Veronica Zanon Gruppo Sportivo Fiamme Oro                                             | 13,19 m vento: -1,1 m/s |
| Lanci                                                                                   |                                                                                        |                        |                                                                                                 |                         |                                                                                       |                         |
| Getto del peso                                                                          | Anna Musci Alteratletica Locorotondo                                                   | 15,74 m                | Monia Cantarella Atletica ARCS CUS Perugia                                                      | 15,58 m                 | Sara Verteramo Battaglio CUS Torino                                                   | 15,29 m                 |
| Lancio del disco                                                                        | Daisy Osakue Gruppo Sportivo Fiamme Gialle                                             | 63,25 m                | Stefania Strumillo Gruppo Sportivo Fiamme Azzurre                                               | 56,01 m                 | Emily Conte Atletica Riviera del Brenta                                               | 53,43 m                 |
| Lancio del martello                                                                     | Sara Fantini Centro Sportivo Carabinieri                                               | 71,02 m                | Rachele Mori Gruppo Sportivo Fiamme Gialle                                                      | 65,82 m                 | Lucia Prinetti Assindustria Sport Padova                                              | 59,15 m                 |
| Lancio del giavellotto                                                                  | Carolina Visca Gruppo Sportivo Fiamme Gialle                                           | 56,54 m                | Paola Padovan Centro Sportivo Carabinieri                                                       | 56,18 m                 | Adjimon Adanhoegbe CUS Pro Patria Milano                                              | 55,18 m                 |
| record dei campionati; record nazionale; record personale; record personale stagionale. |                                                                                        |                        |                                                                                                 |                         |                                                                                       |                         |

#### Campionato italiano di prove multiple
| Specialità                                                                              | Oro                                             | Prestazione | Argento                                        | Prestazione | Bronzo                                     | Prestazione |
| Decathlon (uomini)                                                                      | Lorenzo Naidon US Quercia Trentingrana Rovereto | 8090 p.     | Lorenzo Modugno Polisportiva Triveneto Trieste | 7613 p.     | Simon Zandarco Sportverein Lana Raika      | 7162 p.     |
| Eptathlon (donne)                                                                       | Scilla Benussi Atletica Riviera del Brenta      | 5334 p.     | Giulia Riccardi Gruppo Sportivo Trilacum       | 5314 p.     | Alice Lunardon Atletica Riviera del Brenta | 5262 p.     |
| record dei campionati; record nazionale; record personale; record personale stagionale. |                                                 |             |                                                |             |                                            |             |

### Marcia 35 km, 29 gennaio a Milazzo
| Specialità            | Oro                                               | Prestazione | Argento                                                | Prestazione          | Bronzo                                             | Prestazione |
| Marcia 35 km (uomini) | Riccardo Orsoni Gruppi Sportivi Fiamme Gialle     | 2h33'06"    | Michele Antonelli Centro Sportivo Aeronautica Militare | 2h40'42" ~ > pz 240" | Gabriele Gamba Atletica Riccardi Milano 1946       | 2h43'16"    |
| Marcia 35 km (donne)  | Sara Vitiello GS Self Atletica Montanari & Gruzza | 2h54'06"    | Lidia Barcella Bracco Atletica                         | 2h54'55" ~           | Federica Curiazzi Atletica Bergamo 1959 Oriocenter | 2h58'09"    |

### Corsa campestre, 11-12 marzo a Gubbio
| Specialità          | Oro                                                                                              | Prestazione | Argento                                                                                         | Prestazione | Bronzo                                                                                              | Prestazione |
| Uomini              |                                                                                                  |             |                                                                                                 |             | |             |
| Cross lungo (10 km) | Marco Fontana Granotto Atletica Insieme Verona                                                   | 30'35"      | Pasquale Selvarolo Gruppo Sportivo Fiamme Azzurre                                               | 30'54"      | Osama Zoghlami Centro Sportivo Aeronautica Militare                                                 | 31'05"      |
| Cross corto (3 km)  | Ala Zoghlami Gruppo Sportivo Fiamme Oro                                                          | 8'54"       | Jacopo De Marchi Centro Sportivo Esercito                                                       | 8'55"       | Samuel Medolago Atletica Valle Brembana                                                             | 8'58"       |
| Staffetta 4×1 giro  | Gruppo Alpinistico Vertovese Giovanni Servalli Omar Cattaneo Stefano Pedrana Sebastiano Parolini | 24'49"      | Atletica Lecco Colombo Costruzioni Lorenzo Forni Francesco Ranieri Marco Aondio Mattia Padovani | 25'03"      | Pro Patria Milano Federico Perrella Otmane Salihi Moad Razgani Matteo Geninazza                     | 25'09"      |
| Donne               |                                                                                                  |             |                                                                                                 |             | |             |
| Cross lungo (8 km)  | Nadia Battocletti Gruppo Sportivo Fiamme Azzurre                                                 | 27'09"      | Elisa Palmero Centro Sportivo Esercito                                                          | 28'09"      | Valentina Gemetto Don Kenya Runners                                                                 | 28'21"      |
| Cross corto (3 km)  | Ludovica Cavalli Centro Sportivo Aeronautica Militare                                            | 10'30"      | Giulia Zanne Atletica Brescia 1950                                                              | 10'34"      | Micol Majori Pro Sesto Atletica Cernusco                                                            | 10'36"      |
| Staffetta 4×1 giro  | Pro Patria Milano Virginia Olivieri Margherita Melossi Silvia Gradizzi Nicole Svetlana Reina     | 29'20"      | ASD Francesco Francia Viola Morrone Nausi Barberini Magnani Chiara Setti Flavia Aleotti         | 29'51"      | Atletica Studentesca Rieti Andrea Milardi Anna Toppano Daria Tucci Federica Pansini Livia Caldarini | 29'53"      |

### Marcia 20 km, 19 marzo a Frosinone
| Specialità            | Oro                                               | Prestazione | Argento                                       | Prestazione | Bronzo                                              | Prestazione          |
| Marcia 20 km (uomini) | Francesco Fortunato Gruppi Sportivi Fiamme Gialle | 1h21'11"    | Riccardo Orsoni Gruppi Sportivi Fiamme Gialle | 1h23'08"    | Gianluca Picchiottino Gruppi Sportivi Fiamme Gialle | 1h24'16"             |
| Marcia 20 km (donne)  | Valentina Trapletti Centro Sportivo Esercito      | 1h32'57"    | Alexandrina Mihai Atletica Brescia 1950       | 1h33'48"    | Nicole Colombi CS Carabinieri                       | 1h35'46" > ~ pz 120" |

### I 10000 metri piani del 7 maggio a Brescia
| Specialità        | Oro                                              | Prestazione | Argento                                           | Prestazione | Bronzo                                  | Prestazione |
| 10 000 m (uomini) | Pietro Riva Gruppo Sportivo Fiamme Oro           | 28'21"88    | Pasquale Servarolo Gruppo Sportivo Fiamme Azzurre | 28'36"77    | Alberto Mondazzi Atletica Casone Noceto | 28'37"41    |
| 10 000 m (donne)  | Nadia Battocletti Gruppo Sportivo Fiamme Azzurre | 33'06"25    | Anna Arnaudo Battaglio CUS Torino Atletica        | 33'16"95    | Elisa Palmero Centro Sportivo Esercito  | 33'28"84    |

### I 10 km su strada del 10 settembre a Pescara
| Specialità     | Oro                                              | Prestazione | Argento                                      | Prestazione | Bronzo                                            | Prestazione |
| 10 km (uomini) | Pietro Riva Gruppo Sportivo Fiamme Oro           | 28'23"      | Iliass Aouani Gruppo Sportivo Fiamme Azzurre | 28'43"      | Pasquale Selvarolo Gruppo Sportivo Fiamme Azzurre | 28'46"      |
| 10 km (donne)  | Nadia Battocletti Gruppo Sportivo Fiamme Azzurre | 31'36"      | Rebecca Lonedo Gruppo Sportivo Fiamme Oro    | 32'29"      | Valentina Gemetto Dk Runners Milano               | 32'46"      |

### La corsa in montagna del 7 maggio e 17 settembre
| Specialità           | Oro                                             | Prestazione    | Argento                                 | Prestazione    | Bronzo                                  | Prestazione    |
| Classifica maschile  | Cesare Maestri Atletica Valli Bergamasche Leffe | 156 p. (80+76) | Isacco Costa La Recastello Radici Group | 155 p. (77+78) | Luciano Rota La Recastello Radici Group | 151 p. (78+73) |
| Classifica femminile | Vivien Bonzi La Recastello Radici Group         | 118 p. (60+58) | Sara Bottarelli Free-Zone               | 116 (56+60)    | Alice Gaggi La Recastello Radici Group  | 116 (57+59)    |

### Le staffette di corsa in montagna del 24 settembre a Valdaone
| Specialità          | Oro                                                                       | Prestazione | Argento                                                         | Prestazione | Bronzo                                                            | Prestazione |
| Staffetta maschile  | Atletica Valli Bergamasche Hannes Perkmann Cesare Maestri Xavier Chevrier | 1h27'37"    | La Recastello Radici Group Luca Magri Luciano Rota Isacco Costa | 1h27'59"    | Società Atletica Valchiese Luca Merli Marco Filosi Alberto Vender | 1h29'59"    |
| Staffetta femminile | La Recastello Radici Group A Vivien Bonzi Alice Gaggi                     | 1h11'00"    | La Recastello Radici Group B Beatrice Bianchi Samantha Galassi  | 1h12'12"    | Atletica Saluzzo Arianna Dentis Alessia Scaini                    | 1h13'39"    |

### La maratonina del 15 ottobre a Telese Terme
| Specialità          | Oro                                       | Prestazione | Argento                                           | Prestazione | Bronzo                                         | Prestazione |
| Maratonina (uomini) | Nekagenet Crippa Centro Sportivo Esercito | 1h02'40"    | Pasquale Selvarolo Gruppo Sportivo Fiamme Azzurre | 1h03'09"    | Marco Fontana Granotto Atletica Insieme Verona | 1h05"12     |
| Maratonina (donne)  | Anna Arnaudo CUS Torino                   | 1h12'41"    | Rebecca Lonedo Gruppo Sportivo Fiamme Oro         | 1h13'08"    | Sara Nestola Calcestruzzi Corradini Excelsior  | 1h13'18"    |

### Il chilometro verticale del 15 ottobre a Cercivento
| Specialità                    | Oro                                       | Prestazione | Argento                                  | Prestazione | Bronzo                             | Prestazione |
| Chilometro verticale (uomini) | Andrea Elia OSA Valmadrera                | 33'53"      | Marcello Ugazio Sport Project VCO        | 34'30"      | Tiziano Moia Gemonatletica         | 34'37"      |
| Chilometro verticale (donne)  | Valentina Belotti Unione Sportiva Malonno | 42'09"      | Corinna Ghirardi Unione Sportiva Malonno | 42'36"      | Martina Falchetti Sportclub Merano | 43'33"      |

### La maratona del 19 novembre a Verona
| Specialità        | Oro                                       | Prestazione | Argento                              | Prestazione | Bronzo                                     | Prestazione |
| Maratona (uomini) | Francesco Agostini Atletica Casone Noceto | 2h14'21"    | Nicola Bonzi Atletica Valle Brembana | 2h15'28"    | Riccardo Mugnosso Caivano Runners          | 2h15'52"    |
| Maratona (donne)  | Giovanna Epis Centro Sportivo Carabinieri | 2h29'09"    | Alessia Tuccitto Caivano Runners     | 2h38'52"    | Alice Franceschini Atletica Spezia Duferco | 2h42'23"    |